# Mateusz Rzucidło
Mateusz Rzucidło (ur. 27 kwietnia 1980 roku w Rzeszowie) – polski piłkarz grający na pozycji obrońcy. Rozegrał 18 spotkań w ekstraklasie, w żadnym z nich nie strzelił gola. Jego debiut w I lidze miał miejsce w dniu 12 marca 2006 roku w zremisowanym 1:1 meczu derbowym Cracovii z Wisłą Kraków. W klubie od lipca 2007 roku.